# Cycas chevalieri
Cycas chevalieri är en kärlväxtart som beskrevs av Jacques Désiré Leandri. Cycas chevalieri ingår i släktet Cycas, och familjen Cycadaceae. IUCN kategoriserar arten globalt som nära hotad. Inga underarter finns listade i Catalogue of Life.